# А146 (автодорога)
Федеральная автомобильная дорога A146 «Краснодар — Верхнебаканский» — автомобильная дорога федерального значения. До 1 января 2018 года было допустимо использовать название «Краснодар — Новороссийск (до Верхнебаканского)». Протяжённость автомагистрали — 148 километров.

## Информация об автодороге

### Маршрут
Верхнебаканский <— 19 км <— Нижнебаканская <— 11 км —> Крымск <— 16 км <— Абинск <— 20 км <— Холмская <— 17 км <— Ильский <— 10 км <— Северская<— 19 км <— Афипский <— 10 км <— Энем <— 14 км <— Краснодар.

### Климат и ландшафт
Несмотря на довольно небольшую протяжённость автодороги, климатическая зона, по территории которой проходит трасса, варьируется от умеренно континентальной в начале пути, до средиземноморской ближе к конечному пункту. Средний температурный показатель составляет 0°C на январь месяц и +40 °C на июль. Большую часть пути дорога проходит по равнинной местности, от г. Крымска низкогорный рельеф.

### Пересекаемые мосты и реки
- р. Кубань — пересекает на участке южной границы г. Краснодар — Яблоновский мост 2 полосы движения длиной 795 м.
- р. Афипс — пересекает на юго-восточной окраине п. Афипский — Два моста с разделением автомобильных потоков, по 2 полосы в каждую сторону, длиной 120 и 115 м п.
- р. Убин — пересекает на южной окраине ст. Северская — На мосту 3 полосы движения длиной 46 м п.
- р. Иль — пересекает на восточной окраине п. Ильский — На мосту 3 полосы движения длиной 123 м п.
- р. Сухой Хабль — пересекает на северо-восточной окраине ст. Холмская — На мосту 3 полосы движения длиной 30 м п.
- р. Ахтырь — пересекает по южной окраине п. Ахтырский — на мосту 4 полосы движения длиной 126 м п. установлено барьерное ограждение для разделения потоков.
- р. Абин — пересекает на участке южной границы город Абинск (объездная г. Абинска) — На мосту 2 полосы движения длиной 144 м п.
- р. Шибик — пересекает на северо-восточной окраине х. Новоукраинский — на мосту 4 полосы движения длиной 44 м п.
- р. Псыж — пересекает на северо-западной окраине х. Новоукраинский — На мосту 4 полосы движения длиной 44 м п.
- р. Неберджай — пересекает на участке дороги между ст.Нижнебаканская и город Крымск — на мосту 2 полосы движения длиной 71 м п.
- р. Баканка — пересекает на участке дороги между ст. Нижнебаканская и город Крымск — на мосту 2 полосы движения длиной 43 м п.; также пересекает на участке дороги между п. Верхнебаканский и ст. Нижнебаканская — на мосту 3 полосы движения.

### Пересечение с другими трассами
Автодорога федерального значения А290 (в районе города Новороссийск), однако выезд на трассу А290 также возможен через улицу Ленина села Верхнебаканский.

### Состояние
Дорожное покрытие на основном промежутке пути — асфальтированное, с шириной проезжей части от 18 до 8 метров. Движение от посёлка Яблоновского до станицы Северской 4-х полосное, далее варьируется от 2-х до 4-х полосного, местами установлено разделительное заграждение.